# Aghoratt
Aghoratt è uno dei tre comuni del dipartimento di Kiffa, situato nella regione di Assaba in Mauritania. Contava 13.758 abitanti nel censimento della popolazione del 2000 e 18.358 in quello del 2013.